# Єдина дівчина в оркестрі
«Єдина дівчина в оркестрі» — американський короткометражний музичний документальний фільм 2023 року режисера Моллі О'Брайен. Світова прем’єра відбулася 9 листопада 2023 року в DOC NYC у розділі SHORTS: SHE STORIES.  4 грудня 2024 року він вийшов у всьому світі на Netflix. 
Фільм отримав премію «Оскар» за найкращий документальний короткометражний фільм на 97-й церемонії вручення . 

## Сюжет
Новаторську контрабасистку Орін О'Брайен Леонард Бернштейн найняв в 1966 році, і вона стала першою жінкою в Нью-Йоркській філармонії. Зараз їй 87 років і вона нещодавно вийшла на пенсію. Орін з ностальгією згадує своє дивовижне життя та кар’єру. Документальний фільм її племінниці, Моллі О'Брайен, підкреслює вплив Орін і її віру в те, що задоволення полягає в прийнятті другорядної ролі.

## У ролях
- Орін О'Брайен в ролі себе
- Карлос Баррієнто в ролі себе
- Леонард Бернстайн у ролі самого себе (архівне відео)

## Реліз
Фільм був показаний на кінофестивалі у Вейлі 9 грудня 2023 року.  У квітні 2024 року фільм був показаний на 26-му міжнародному кінофестивалі RiverRun.  У червні 2024 року він був представлений у програмі Shorts: One-of-a-Kind на DC/DOX.   
Фільм був показаний у Doc NYC 14 листопада 2024 року в частині короткометражних фільмів «Надзвичайні люди».  

## Рецепція
Пол Еммануель Енікола, рецензуючи фільм у DOC NYC, оцінив його на A- і написав: «Надзвичайно проникливий і злочинно короткий фільм «Єдина дівчина в оркестрі» служить майстер-класом не лише з того, як досягти успіху в музиці, але й як досягти успіху в житті». 

## Нагороди
| Нагорода                                       | Дата церемонії      | Категорія                                    | Одержувач(и)                     | Результат | Джерело              |
| ---------------------------------------------- | ------------------- | -------------------------------------------- | -------------------------------- | --- | -------------------- |
| Міжнародний кінофестиваль Міннеаполіс-Сент-Пол | 25 квітня 2024 р    | Кращий короткометражний документальний фільм | Єдина дівчина в оркестрі         | style="background: #99FF99; color: black; vertical-align: middle; text-align: center; " class="yes table-yes2"\|Перемога | [ 12 ]               |
| Премія Critics' Choice Documentary Awards      | 10 листопада 2024 р | Кращий короткометражний документальний фільм | Єдина дівчина в оркестрі         | style="background: #99FF99; color: black; vertical-align: middle; text-align: center; " class="yes table-yes2"\|Перемога | [ 13 ]               |
| Відзнака Cinema Eye                            | 9 січня 2025 р      | Видатний нехудожній короткометражний фільм   | Єдина дівчина в оркестрі         | style="background: #FDD; color: black; vertical-align: middle; text-align: center; " class="no table-no2"\|Номінація     | [ 14 ]               |
| Нагорода Академії                              | 2 березня 2025 р    | Кращий короткометражний документальний фільм | Моллі О'Брайен та Ліса Ремінгтон | style="background: #99FF99; color: black; vertical-align: middle; text-align: center; " class="yes table-yes2"\|Перемога | [ 15 ] [ 16 ] [ 17 ] |

## Дивіться також
- Maestro - 2023 Бредлі Купер, байопік про Леонарда Бернштейна

## Зовнішні посилання
- Офіційний сайт
- Єдина дівчина в оркестрі на сайті Netflix
- Єдина дівчина в оркестрі на сайті IMDb (англ.)
- Єдина дівчина в оркестрі на сайті Rotten Tomatoes (англ.)
- Official trailer on YouTube